# Wad ban Naqa
Wad ben Naga (também conhecido como Wad Ban Naqa ou Wad Naga) é o nome de uma antiga cidade do Reino de Cuxe, em Meroé, no Sudão. O vilarejo está localizado na margem leste do rio Nilo, a cerca de 80 km rio acima de Meroé e a aproximadamente 40 km ao sudoeste de Chendi.

## História
A área ainda é pouco explorada. O vestígio mais antigo conhecido no local é um grande palácio de tijolos de dois andares, construído pela rainha Amani-Xaquéto (no século I). A famosa pirâmide dessa rainha, no cemitério real de Meroé (identificada como BEG N 6), abrigava um tesouro de joias de ouro, descoberto no início do século XIX pelo caçador de tesouros italiano, Giuseppe Ferlini.
Guiado por relatos dos trabalhadores locais sobre uma lenda de "40 ardeb" de ouro, Ferlini começou a "atacar" e vandalizar diversas pirâmides que, alguns anos antes, haviam sido encontradas em boas condições pelo explorador Frédéric Cailliaud. Em Wad ben Naga, usando os desenhos e planos de Cailliaud, Ferlini destruiu a pirâmide “N6” da rainha núbia Candace Amani-Xaquéto, começando pelo topo, e finalmente encontrou seu tesouro, composto por dezenas de joias de ouro e prata. Hoje, essas joias estão em exibição nos museus de Munique e Berlim (Museu Egípcio).
Já em 1844, uma expedição prussiana liderada por Karl Richard Lepsius descobriu, entre outros artefatos, uma base para barco, atualmente preservada no museu de Berlim.
Em 1958, o arqueólogo francês Jean Vercoutter iniciou as primeiras escavações científicas na área, examinando quatro montículos, um grande edifício de planta quadrada, uma estrutura circular e dois pequenos templos. Ao sul do palácio de planta quadrada, residência da rainha Amani-Xaquéto, foi encontrado um edifício circular com 20 metros de diâmetro, cercado por um muro de tijolos de 3,70 metros de espessura e 5 metros de altura. Havia também um templo dedicado à deusa Ísis, que foi destruído. Próximo a ele, um pequeno templo com colunas em forma de Bes (divindade egípcia) pode ter sido uma "casa de nascimento divina" (mammisi), provavelmente construído por Natacamani e Amanitore (século I).
No local, existem ainda restos de vários outros templos inexplorados, incluindo um dedicado à deusa Ísis. Tumuli (montes funerários) ao norte do palácio correspondem a enterros posteriores ao período meroítico. Novas escavações começaram em 2009, lideradas pelo Museu Nacional de Praga.

## Galeria

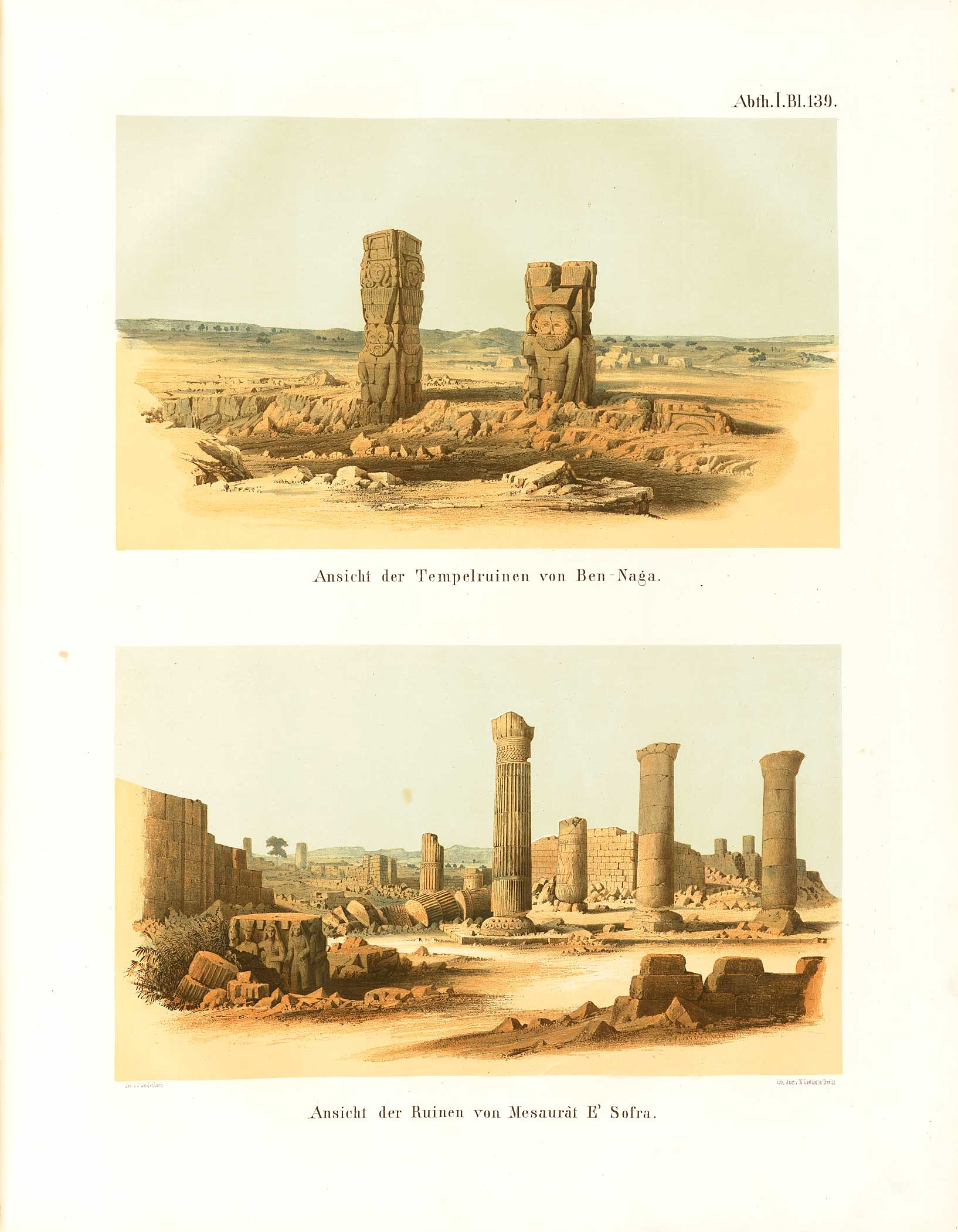
Monumentos do Egito e da Etiópia, de acordo com os desenhos da expedição científica enviada a esses países por ordem do Rei da Prússia, Frederico Guilherme IV, e realizada nos anos de 1842–1845.
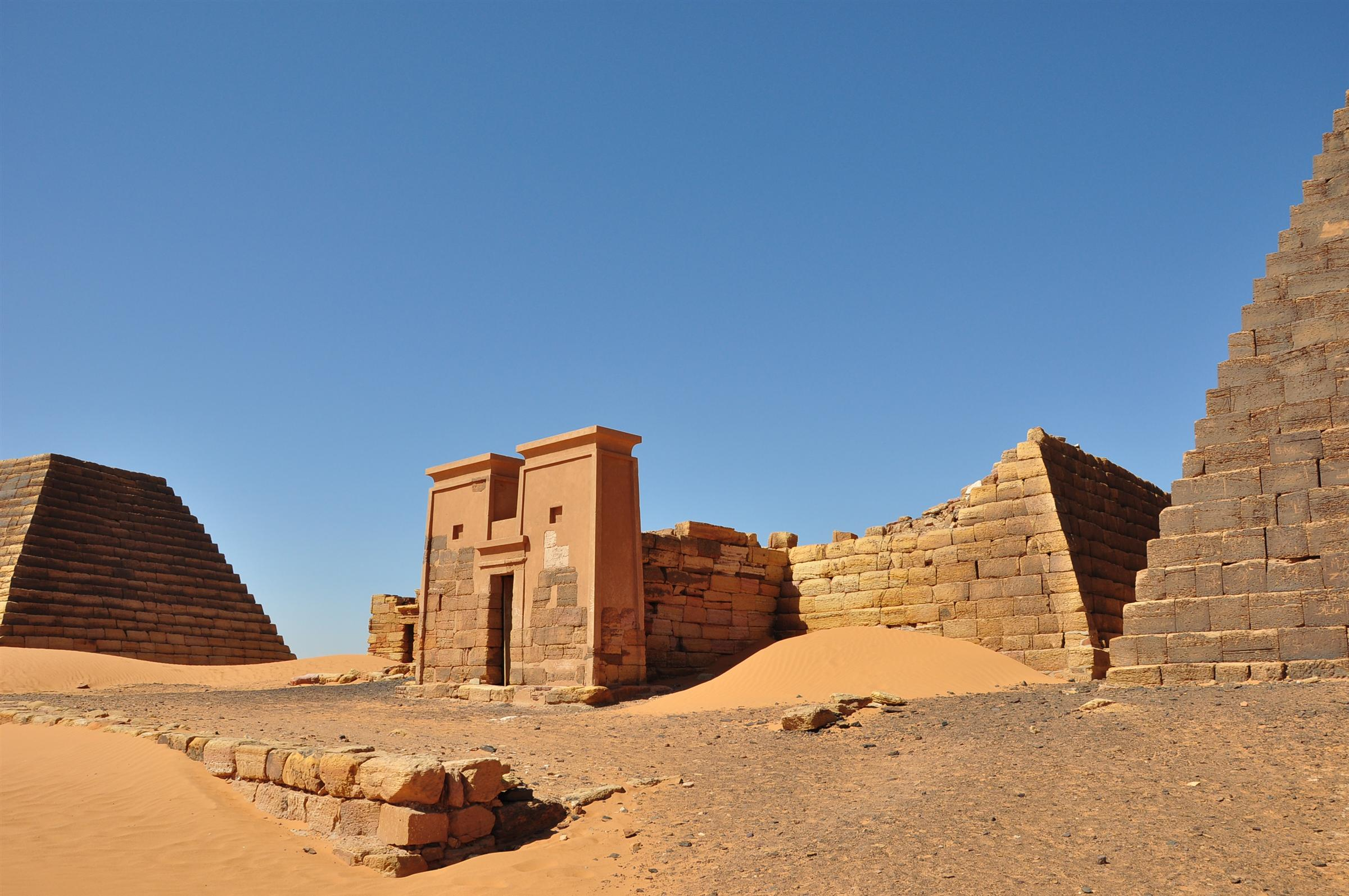
Pilono do templo-pirâmide da Candace Amani-Xaquéto.
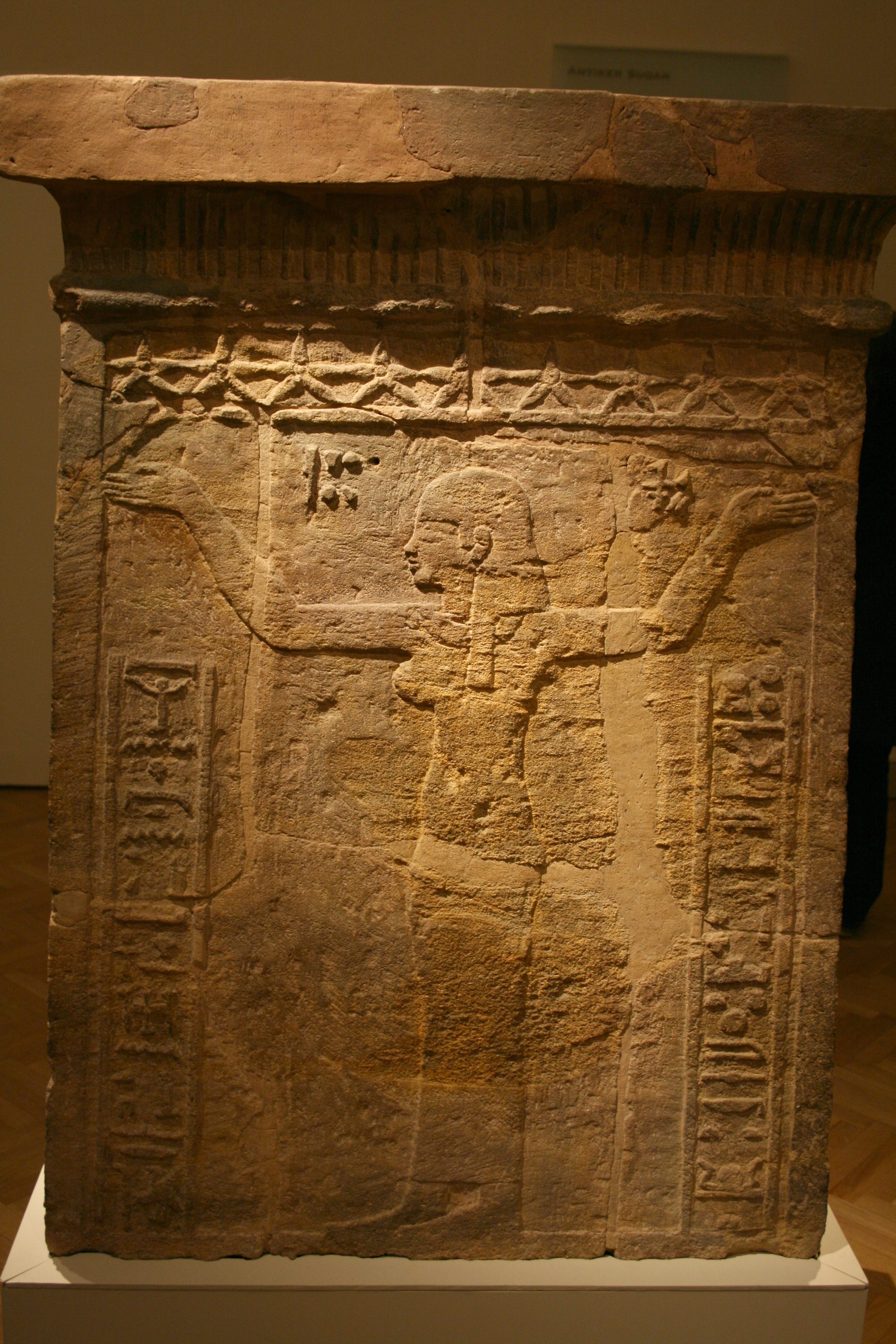
Pedestal de barco exposto no Museu Egípcio de Berlim, encontrado em Wad ben Naqa.